# A kereszténységben
Az A kereszténységben kezdetű dal egy adventi népének. A Cantus Catholici-ban jelent meg. Sík Sándor jelentősen átdolgozta szövegét a Szent vagy, Uram! szerkesztése során; azóta is ezt éneklik.

## Története
A dallam eredetileg egy XV. századi Mária-ének volt (Ave Hiarerchia), mely a XVII. század végéig élt ebben a formájában. Első kottája a Nádor-kódexben található (1508). A dallam az A kereszténységben kezdetű Credo-szöveggel először a Kisdi-féle Cantus Catholiciben bukkant fel (1651). Későbbi megjelenések: Váradi 1566-os énekeskönyve, Szegedi Cantus Catholici (1674), Szelepcsényi-féle Cantus Catholici (1675).
A Kisdi-féle Cantus Catholicibeli szöveg első versszaka:
A Kereszténységben igaz vallás a' hitben;

Hogy hidgyünk egy Istenben,

Atya, Fiú és Sz. Lélekben,

Menynek, földnek, tengernek, ő Teremtőjében.
Kájoni János Cantionale Catholicumában (1676) másik szöveggel is szerepel: Siralomnak oka. Csak ez a szöveg található meg a Deák–Szentes kéziratban (1774).
Az ének a protestáns hagyományban is nyomon követhető a XVIII. századi kolozsvári és debreceni énekeskönyvekben  egészen 1806-ig.
A Szent vagy, Uram!-ba (1931) a Canthus Catholici-ből került, mivel a Nádor-kódex kottája igen rossz minőségű. A szövegen Sík Sándor nagyobb változtatásokat végzett.
Az Éneklő Egyházból (1986) kimaradt ez a szép ének.

## Kotta és dallam
| A kereszténységben hisszük, valljuk régen, hogy az Isten minekünk, véghetetlen kegyességében ígérte a Megváltót vígasztalásképpen.  | Dicsőség a mennyben! Öröm, áldás zengjen, Mert az Isten kegyes volt és azonnal nagy elestünkben Megkönyörült mirajtunk Paradicsomkertben. |
| Tudjuk, valljuk régen: az idők teljében Gábor angyal küldeték az Istennek követeképen S megtestesült az Ige Mária méhében.          | Isten jóságának, irgalmasságának, Ki mindenkor kegyelmez a halandók gyarlóságának: Felajánljuk magunkat Jóságos Atyánknak.                |
| Az örök Atyának, egyszülött Fiának, S a Szentlélek Istennek, Árva lelkünk nagy Vigaszának: Dícséret és dicsőség A Szentháromságnak. | |

## Felvételek
- A kereszténységben... Katolikus Adventi énekek: HOZSANNA 1. Tóth Boglárka  YouTube (2013. december 2.)  (Hozzáférés: 2016. december 11.) (audió)
- A kereszténységben hisszünk valljuk régen. YouTube (2010. december 14.)  (Hozzáférés: 2016. december 11.) (videó)